# 性的暴行の虚偽の告発
性的暴行の虚偽の告発（せいてきぼうこうのきょぎのこくはつ、false accusation of rape）は、性的暴行が発生したとするには、証拠が充分ではないにもかかわらず行われた告発のことである。
法執行機関が結論に達することなく事件を終結させることができる「虚偽の告発」という言葉は、告発者が信頼するに足らない、または告発が事実ではないという場合とは対照的に、起訴するのに充分な証拠のない告発を説明するために使用される。虚偽の告発の割合は「事実無根」などの用語との混同により、誇張されたり、誤って報告されたりすることがある。

## 原因
性的暴行の虚偽の告発の原因は、2つのカテゴリに分類される可能性がある。意図しない錯誤（虚偽記憶など）と嘘である。

### 虚偽記憶
被害者とされる人物が、被告発者に性的暴行されたと誤信する原因はいくつか挙げられる。 これには以下が含まれるが、これらに限定されない。
- 回復記憶療法（英語版）: ジークムント・フロイトの「抑圧」の概念に基づいて、裏付けとなる証拠がない状態で、治療中に「回復した」性的虐待の記憶[3]
- 性的暴行の真犯人の記憶と、他の誰かの記憶が、被害者の中で混乱している場合[3]
- 記憶の同調（英語版）: 目撃者同士が出来事の記憶について会話すると、記憶が汚染される可能性がある[3]

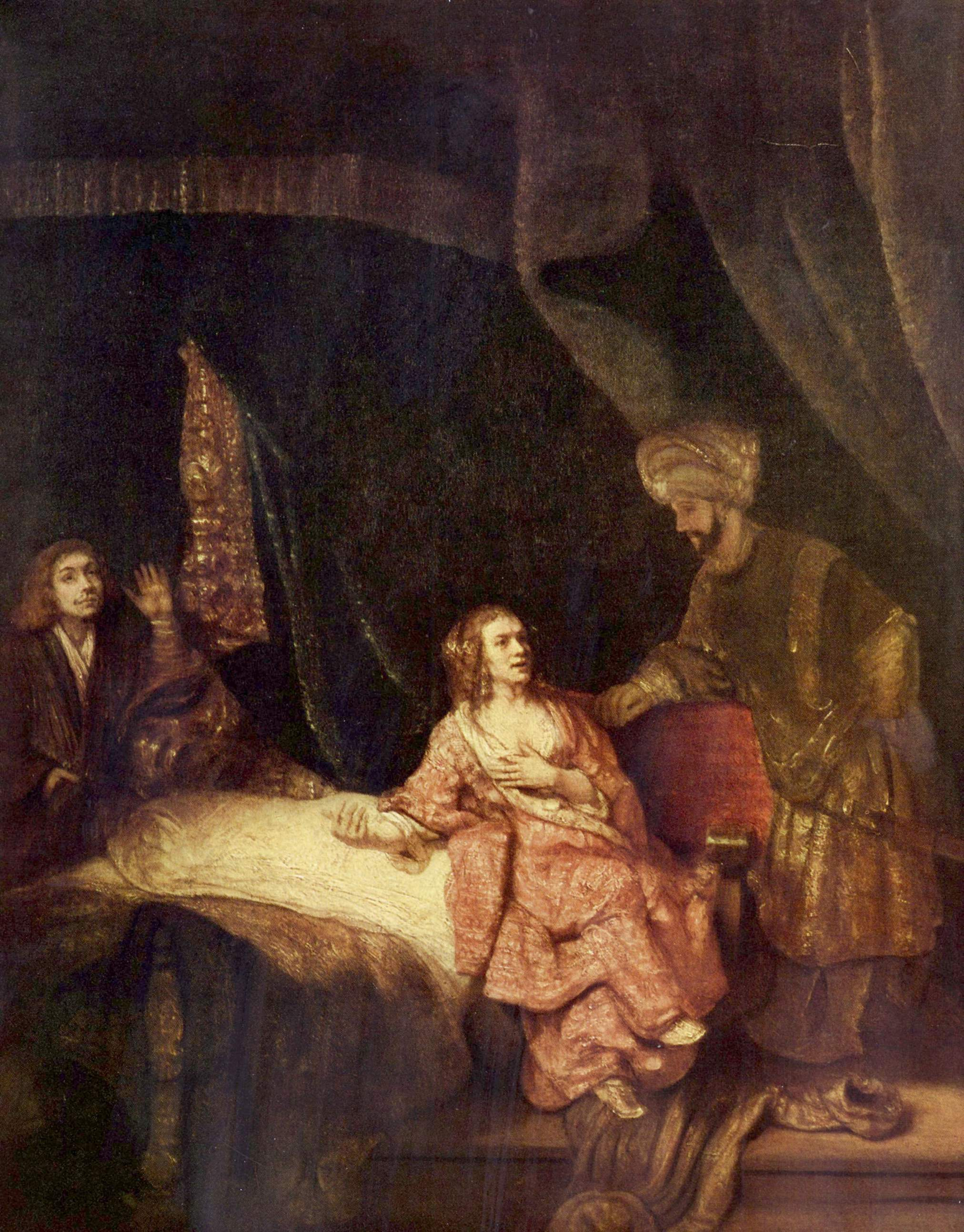
『ポティファルの妻によるヨセフの告発』レンブラント・ファン・レイン、1655年。

### 嘘
告発者は、性的暴行の被害を受けたと偽って主張するいくつかの動機を持っている可能性がある。これらをいくつのカテゴリに分類するかについては意見の相違がある。カニン（1994年）は、それらを「復讐」「アリバイの生成」「共感/注目を得ること」の3つに分類した。著作家のサンドラ・ニューマンは、2017年に4つのカテゴリに一覧化した。De Zutterら（2017年）によると、カニンの分類は不十分であり、合計で8つのカテゴリに分類される必要がある。
- 物質的利益: 金銭、職位の昇進、またはそれ以外の物質的利益を得ること。
- アリバイの生成: 虚偽の告発は、予定に遅刻したり欠席したりするなど、他の過失を隠すために使用される。
- 復讐: 評判、自由または経済的状態を損なうことによって、嫌いな人に対して復讐すること。
- 注目: 肯定的か否定的かを問わず、あらゆる種類の注目を得ようとする試み。
- 同情: 告発者が特定の個人と関係を構築しようとするために、特別な種類の注意を引き付けること。
- 「精神状態の錯乱」これには、虚偽記憶または病気に起因する嘘が含まれる場合がある。
- 再ラベリング
- 後悔: 合意に基づく性行為をした後、告発者は嫌悪感、恥ずかしさ、悲しみなどの否定的な感情を経験するかもしれない。 他の人がこれに気付き、これらの否定的な感情の原因を聴取して、その関係を性的暴行と見なし、告発者に告発を行うよう促す場合。

### 「分からない」
De Zutterら（2017年）によると、告発者の20%は、なぜ虚偽の告発を行ったのか分からないと述べた。

## 統計
「虚偽の告発」の定義は様々なものがあるため、性的暴行の告発の真の割合は不明である。ヨーロッパとアメリカ合衆国でのいくつかの研究では、2%から6%の割合を示した。他の国での研究では、1.5％（デンマーク）から10％（カナダ）の範囲で報告されている。他の国での研究では、1.5％（デンマーク）から10％（カナダ）の範囲で報告されている。また、警察または大学当局に寄せられた性的暴行の告発は、約2%から10%の割合で虚偽であると推定されている。